# Richard Fleischer
Richard O. Fleischer  (Nova Iorque, 8 de Dezembro de 1916 — Los Angeles, 25 de Março de 2006) foi um cineasta estadunidense.

## Biografia
Filho de Max Fleischer - cineasta e criador de séries de desenhos animados - Richard Fleischer estudou arte dramática e dirigiu o grupo teatral "Arena Players" entre 1937 e 1940. Iniciou-se no cinema a partir de 1940, com numerosos documentários para a RKO até 1945. O seu primeiro filme de fundo foi Child of Divorce (1946).

Excelente técnico e bom diretor de atores, alguns dos seus filmes alcançaram grande notoriedade, como Tora! Tora! Tora! e Mandingo, um filme sobre a escravatura no sul dos Estados Unidos no século XIX. Especialista em filmes de acção e de grande espectáculo, Flesicher sempre se habituou a trabalhar com grandes meios de produção. Morreu em 25 de março de 2006.

## Filmografia
- 1946: Child of Divorce
- 1947: Banjo
- 1948: So this is New York
- 1948: Bodyguard  (pt: O meu guarda-costas)
- 1949: The clay pigeon  (pt: O pombo correio)
- 1949: Follow me quietly
- 1949: Make mine laughs
- 1949: Trapped
- 1950: Armored car robbery  (pt: Brigada criminal)
- 1952: The Narrow Margin  (pt: Forças secretas; br: Rumo ao Inferno)
- 1952: The happy time  (pt: Maldita primavera)
- 1953: Arena
- 1954: 20000 Leagues Under the Sea  (br/pt: 20000 léguas submarinas)
- 1955: Violent Saturday  (pt: Sábado trágico)
- 1955: The Girl in the Red Velvet Swing  (pt: A rapariga do baloiço vermelho)
- 1956: Bandido (pt: Bandido)
- 1956: Between Heaven and Hell  (pt: Entre o céu e o inferno)
- 1958: The Vikings  (pt: Os Vikings/br: Vikings, os conquistadores)
- 1959: Estranha Compulsão
- 1959: These Thousand Hills (Fama a Qualquer Preço)
- 1960: Crack in the Mirror  (pt: Drama num espelho)
- 1961: The big gamble  (pt: A grande façanha)
- 1961: Barabba  (pt: Barrabás)
- 1966: Viagem Fantástica
- 1967: Doctor Dolittle  (pt: O extravagante Dr. Dolittle)
- 1968: The Boston Strangler  (pt: O estrangulador de Boston)
- 1969: Che!
- 1970: Tora! Tora! Tora!  (br/pt: Tora! Tora! Tora!)
- 1971: The Last Run  (pt: A última fuga)
- 1971: Blind Terror  (br: Terror cego / pt: A ameaça)
- 1972: The New Centurions  (pt: Os centuriões do século XX)
- 1973: Soylent Green  (br: No Mundo de 2020 / pt: À Beira do Fim)
- 1973: The Don is Dead  (pt: Luta sem tréguas)
- 1974: The Spikes Gang  (pt: O bando de Spikes)
- 1974: Mr. Majestyk  (br: Desafiando o assassino / pt: Mister Majestyk)
- 1975: Mandingo  (pt: Mandingo)
- 1976: The Incredible Sarah  (pt: A incrível Sarah)
- 1977: The Prince and the Pauper  (pt: O príncipe e o pobre)
- 1979: Ashanti  (br/pt: Ashanti)
- 1980: The Jazz Singer
- 1982: Tough Enough  (pt: O mais duro do Texas)
- 1983: Amityville 3-D
- 1984: Conan the Destroyer  (br/pt: Conan - O Destruidor)
- 1985: Red Sonja  (br: Guerreiros de fogo / pt: Kalidor: A lenda do talismã)
- 1987: Million Dollar Mystery
- 1989: Call from Space